# Udinia pterolobina
Udinia pterolobina är en insektsart som först beskrevs av De Lotto 1956.  Udinia pterolobina ingår i släktet Udinia och familjen skålsköldlöss. Inga underarter finns listade i Catalogue of Life.